# Man Island
Ne doit pas être confondu avec Île de Man.
Man Island est une petite île située dans la chaîne d’Eleuthera, aux Bahamas. Elle fait partie du district de North Eleuthera.
Man Island est située dans un groupe d'îles qui forment un port naturel et la plus grande île de cette chaîne est Harbour Island. Man Island est située entre Harbour Island et l'île de Spanish Wells.
La superficie de Man Island est d'environ 140,000 m2. Cette île appartient à un certain nombre de résidents des Bahamas, des États-Unis et d'Europe. La proximité avec Harbour Island (capitale Dunmore Town) a suscité l'intérêt des investisseurs en raison de la popularité croissante de Harbour Island pour les touristes.